# Ruanda-Urundi

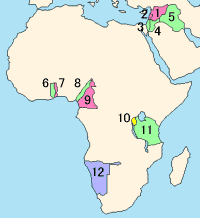
Übersicht über UN-/Völkerbundmandate in Afrika und dem Nahen Osten
10 Ruanda-Urundi

Ruanda-Urundi war der Name eines belgischen Mandats- bzw. UN-Treuhandgebietes, das die Staatsgebiete der heutigen Staaten Ruanda und Burundi umfasste. 

## Geschichte

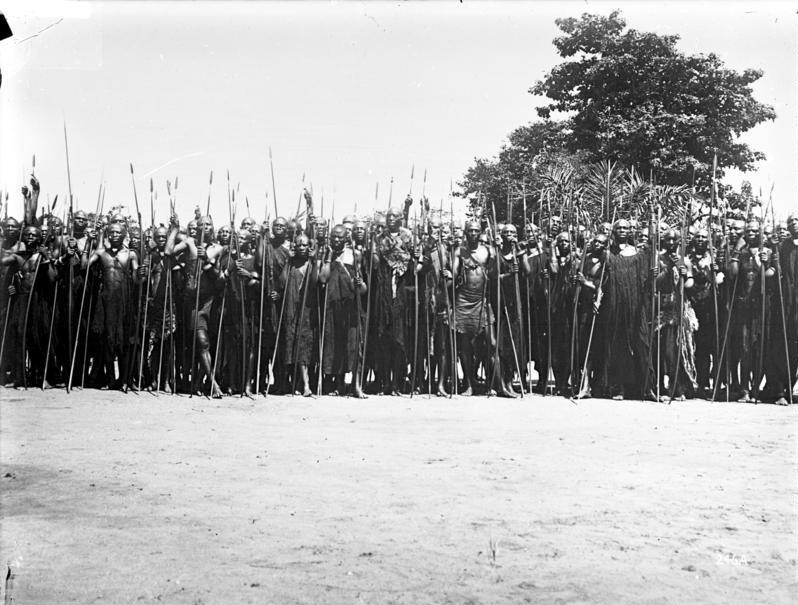
Anhänger des Königs Kasliwami in Urundi, dem heutigen Burundi

Im Rahmen der kolonialen Aufteilung Afrikas durch die europäischen Mächte nahm das Deutsche Reich nach der Berliner Afrika-Konferenz die beiden Königreiche Ruanda und Urundi schrittweise in Besitz und gliederte sie etwa ab 1897 seinem „Schutzgebiet“ Deutsch-Ostafrika ein. Das Deutsche Reich praktizierte das System der „indirekten Herrschaft“, d. h., es ließ die bestehenden Strukturen weitgehend unangetastet und die Könige im Amt, soweit sie mit der deutschen Oberhoheit kooperierten.

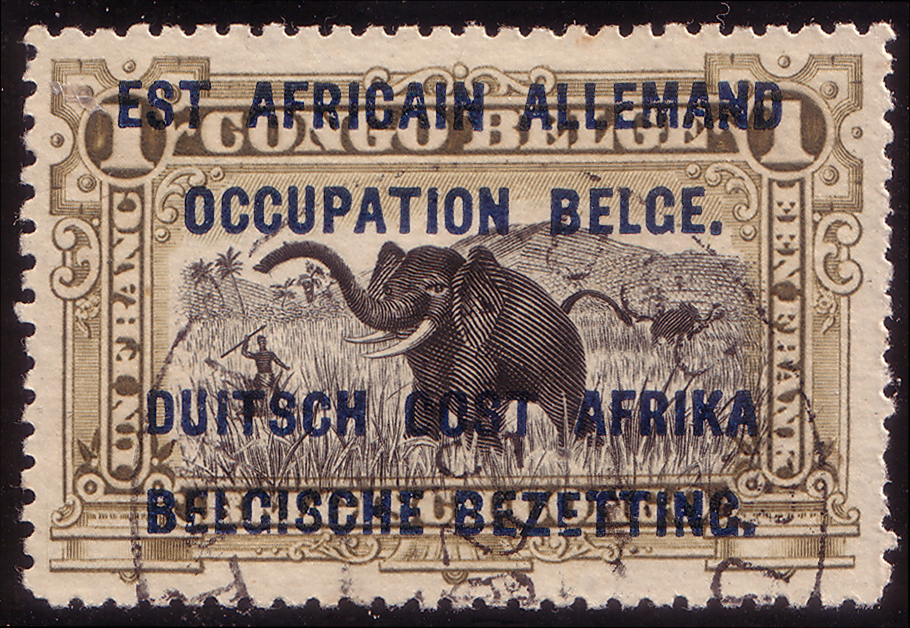
Briefmarke mit Aufdruck „Belgische Besatzung Deutsch-Ostafrikas“ für das Gebiet Ruanda-Urundi

Nach dem Ende der deutschen Kolonialherrschaft während des Ersten Weltkrieges unterstellte der Völkerbund 1919/20 die beiden Königreiche, vereint zu Ruanda-Urundi, als Mandatsgebiet belgischer Verwaltung. Ab 1925 wurde das Gebiet unter formaler Aufrechterhaltung des Mandatsstatus als 7. Provinz von Belgisch-Kongo verwaltet. Nach der Ablösung des Völkerbundes durch die Vereinten Nationen (UN) verwaltete Belgien Ruanda-Urundi ab 1946 als UN-Treuhandgebiet. Auch Belgien verfolgte weitgehend das Prinzip der indirekten Herrschaft und stützte die Tutsi-Monarchen, wie etwa Mwambutsa IV. in Urundi, was nicht dazu beitrug, die bereits bestehenden ethnischen und sozialen Spannungen zwischen der privilegierten Tutsi-Minderheit und der breiten Masse der Hutu abzubauen. Im Jahr 1955 hatte Ruanda-Urundi etwa 4,3 Millionen Einwohner, wovon ca. 35 300 in der Hauptstadt Usumbura lebten.
Am 1. Juli 1962 entließ Belgien das Treuhandgebiet Ruanda-Urundi, getrennt in die Staaten Ruanda und Burundi, unter Aufsicht der UN in die Unabhängigkeit.

## Belgische Verwalter Ruanda-Urundis

### Königliche Kommissare
Liste der „Commissaires Royaux“ 1916 bis 1926
- Justin Malfeyt (November 1916–Mai 1919)
- Alfred Frédéric Gérard Marzorati (Mai 1919–August 1926)

### Generalgouverneure des Belgisch-Kongo
Liste der „Gouverneurs Généraux du Congo Belge“ 1926 bis 1962
- Alfred Frédéric Gérard Marzorati (August 1926–Februar 1929)
- Louis Joseph Postiaux (Februar 1929–Juli 1930)
- Charles Henri Joseph Voisin (Juli 1930–August 1932)
- Eugène Jacques Pierre Louis Jungers (August 1932–Juli 1946)
- Maurice Simon (Juli  1946–August 1949)
- Léon Antoine Marie Pétillon (August 1949–Januar 1952)
- Alfred Claeys Boùùaert (Januar 1952–März 1955)
- Jean-Paul Harroy (März 1955–Januar 1962)